# 김정수 (1961년)
김정수(강원도 철원 출생)은 대한민국의 프로듀서이다. 1987년 KBS에 입사하여 시사, 경제, 역사 관련 다큐멘터리 프로그램을 주로 제작한다. KBS우수프로그램상, 방송위원회 이달의 좋은 프로그램상, 국무총리상, 여성부장관상, 행자부장관상, 교통부장관상 등을 수상하였다.

## 학력
- 국민대학교 대학원 언론학 박사

## 경력
- KBS 교양국 프로듀서
- KBS 기획제작국 프로듀서
- 2009.12 KBS 다큐멘터리국 책임프로듀서
- 2012.11 KBS 글로벌전략센터 콘텐츠사업부 부장
- 2014.01 KBS 정책기획본부 기획국 국장
- 2015.12~2016.05 KBS TV본부 교양문화국 국장
- 2016.05 KBS 제작본부 TV프로덕션1 담당국장
- 2017.08 KBS 전략기획실 방송문화연구소 소장
- 2020.09~ 국민대학교 교양대학 교수
- 2024.07~ 방송통신심의위원회 위원

## 방송 프로그램
- 초대대통령 이승만 다큐멘터리 5부작
- 여성의세기 2부작
- <KBS스페셜-LCD삼국지, 한국은 어떻게 일본을 이겼나 외 5편>
- <역사스페셜-천년전의 벤쳐, 해상왕 장보고 외 5편>
- <세계는 지금-러시아 모라토리움 외 7편>
- <추적60분 급증하는 의료사고 외 6편>
- <신화창조의 비밀 현대차 인도공략기 외 10편>
- <신해양시대 3부작>

프로듀서이지만 <걸어서 세계속으로>, <아시아 투데이>, <생로병사의비밀> 등의 촬영을 소니 HDV Z1, 캐논 5DM2 등을 사용하여 직접 실시함으로써 멀티플레이어로써의 역할도 수행하고 있다. 최근에는 글로벌전략센터 콘텐츠사업부장으로 자리를 옮겨 KBS의 드라마, 예능, 다큐멘터리를 전 세계에 수출하고,87개국에 송출되어 700만 교민과 2억의 현지인들이 시청하는 KBS월드 방송을 총괄하는 업무를 수행했다. 현재는 정책기획본부 기획국장으로 일하고 있다.